# Junip
Junip est un groupe suédois de folk rock. Il est constitué d'un trio de musiciens : José González (chant, guitares), Elias Araya (batterie) et Tobias Winterkorn (claviers, synthétiseur).

## Historique
Les trois membres du groupe sont des amis d'enfance. Dès 1999, et les années suivantes ils ont eu comme projet d'enregistrer mais ils n'étaient pas suffisamment satisfaits des résultats obtenus. Finalement, en 2003, José González enregistre un premier album, mais en solo.
La discographie du groupe s'en trouve très réduite, un album en 2010, et un deuxième en 2013, en quinze ans d'existence.
Leur morceau Without You est utilisé pour le dernier épisode de la série d'ABC Family The Nine Lives of Chloe King, le 16 août 2011, ainsi que dans l'épisode Mise au point de la série télévisée d'USA Network Suits : Avocats sur mesure, le 9 août 2012. Leur chanson Line of Fire est utilisée pour la bande-annonce de l'épisode final de Breaking Bad, le 22 septembre 2013 ; celle-ci est également entendue dans l'épisode Le Bon Samaritain de The Blacklist, dans l'épisode Tous rivaux de The Originals, mais aussi dans l'épisode Déjà vu d'Elementary, la même année. Leur titre After All is Said and Done est quant à lui joué dans l'épisode Perdant contre perdant de Suits, en 2014, de même que dans l'épisode Electric de Flaked et dans l'épisode Si loin, si proche de Frequency, en 2016.